# Liua shihi
Espèce
Synonymes
- Hynobius shihi Liu, 1950
- Ranodon wushanensis Liu, Hu & Yang, 1960
- Ranodon shihi (Liu, 1950)

Statut de conservation UICN

 LC  : Préoccupation mineure
Liua shihi est une espèce d'urodèles de la famille des Hynobiidae.

## Répartition
Cette espèce est endémique de Chine. Elle se rencontre au Sichuan, au Hubei, au Henan, au Shaanxi et au Hunan.

## Étymologie
Cette espèce est nommée en l'honneur de Pei-nan Shih.

## Publication originale
- Liu, 1950 : Amphibians of western China. Fieldiana, Zoology Memoires, vol. 2, p. 1-400 (texte intégral).